# Tapé
Tapé, staro pleme Guarani Indijanaca koje je u domorodačko vrijeme živjelo u području planinskog lanca Serra Geral i današnjim državama Santa Catarina i Rio Grande do Sul, na jugu Brazila, između 30° južne širine i 52° zapadne dužine.
Regija Tapê označavala se isprva krajem omeđenim rijekama Jaguarí, Uruguai i Ibicuí, ali se u 19. stoljeću toponim Tapê preselio na Lagunu dos Patos, kraj nastanjen plemenom Arechane.